# Jilem (kraj Wysoczyna)
Jilem – wieś i gmina w Czechach, w powiecie Havlíčkův Brod, w kraju Wysoczyna. 1 stycznia 2014 liczyła 121 mieszkańców.